# Weihrelief des Jupiter Dolichenus

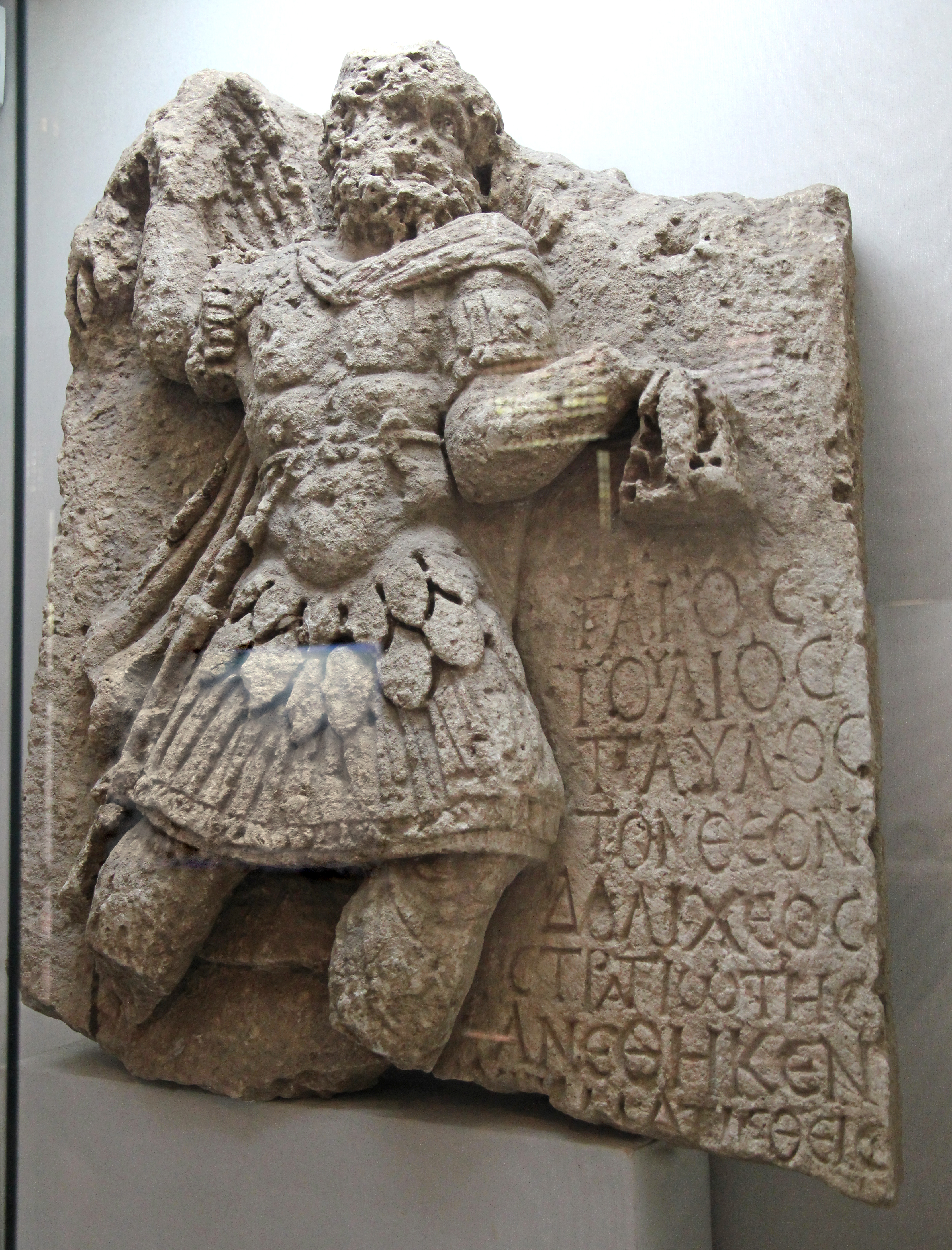
Weihrelief im Museum Adıyaman

Ein Weihrelief des Jupiter Dolichenus wurde in der antiken Stadt Perrhe im Herrschaftsbereich von Kommagene in der Südosttürkei gefunden. Es ist im Archäologischen Museum Adıyaman ausgestellt.

## Fund
Das Relief wurde in der weitläufigen Nekropole der Stadt Perrhe, heute als Pirin ein Ortsteil der Provinzhauptstadt Adıyaman, gefunden. Bei Grabungs- und Reinigungsarbeiten 2001 durch das Museum Adıyaman unter der Leitung von dessen Direktor Fehmi Erarslan wurde es in Zweitverwendung als Abdeckung eines spätantiken Grabes entdeckt. Perrhe gehörte neben Samosata, Marasch und Doliche zu den Kernstädten des Reiches Kommagene. Damit ist das Relief des Jupiter Dolichenus das bisher einzige bekannte, das im direkten Ursprungsgebiet dieses Gottes gefunden wurde. Während entsprechende Darstellungen aus dem gesamten Römischen Reich bis weit nach Westeuropa zahlreich sind, sind sie in Kleinasien und Syrien selten. Im Rahmen eines Projekts der Forschungsstelle Asia Minor der Universität Münster wurde das Relief von Michael Blömer (Relief) und Margherita Facella (Inschrift) untersucht.

## Darstellung
Die Stele aus gelb-weißem, lokalem Kalkstein hat Maße von 0,81 Meter in der Höhe und 0,63 Meter in der Breite. Die Grundplatte ist 11 Zentimeter tief, die größte Höhe des Reliefs beträgt 12 Zentimeter. Es zeigt links den Gott und rechts unten unterhalb des Armes eine achtzeilige Inschrift. Große Teile der Darstellung fehlen, oben sind die Spitze der Kopfbedeckung und beide Hände der Figur abgebrochen, von den Beinen sind nur die Oberschenkel erhalten, der Bruch geht durch die letzte Zeile der Inschrift. Das Relief ragt stark hervor, Teile der Figur wie der Kopf und die Arme sind annähernd vollplastisch. Der Gott hat in der für Jupiter Dolichenus typischen Haltung den rechten Arm erhoben und den linken abgewinkelt. Von dem Blitzbündel in der linken Hand ist nur der untere Teil erhalten, die übliche Doppelaxt in der rechten fehlt vollständig. Er ist mit Bart und vollem Haupthaar dargestellt. Beide sind detailreich mit einzelnen spiralförmigen Locken abgebildet. Trotz der zahlreichen Bestoßungen im Bereich des Gesichts sind tiefliegende Augen mit gebohrten Pupillen zu erkennen. Die Kopfbedeckung ist eine Phrygische Mütze. Der Gott ist nach militärischer Art gekleidet. Am Oberkörper trägt er über der Tunika einen römischen Muskelpanzer, der von flachen Lederstreifen über den Schultern gehalten wird, mit einem Cingulum als Gürtel. Um die Hüften liegen die Pteryges mit tiefen, gebohrten Furchen dazwischen. Über dem Panzer trägt die Figur ein Paludamentum, das an der rechten Schulter zusammengehalten wird und über die linke geführt den Rücken herabhängt, sodass es links hinter dem Abgebildeten sichtbar ist. Ein schmaler Balteus hält an der rechten Körperseite ein Schwert. Die Beine sind mit Hosen bekleidet. Über der rechten Schulter der Figur, hinter dem erhobenen Arm, sind Reste eines Adlers sichtbar. Erhalten sind lediglich der gespreizte linke Flügel und die Schwanzfedern.
Ergänzt man unten den üblichen, nach rechts gewandten Stier, auf dem der Gott steht, entspricht die Darstellung der bekannten Ikonografie des Jupiter Dolichenus. Bemerkenswert sind die Hosen, die der Gott trägt, sowie die Kopfbedeckung. Beide sind aus römischer Sicht orientalische Attribute, die auf den Ursprung des Gottes verweisen. Auf anderen Abbildungen aus Nordsyrien und Kleinasien sind allerdings keine Beinkleider zu sehen, ebenso bei den zahlreichen Bildern des syrischen Wettergottes, auf den der Soldatengott zurückgeführt wird. Daraus schließt Blömer, dass diese Details erst später, entsprechend den römischen Vorstellungen, den Attributen des Gottes hinzugefügt wurden.

## Inschrift
In der rechten unteren Ecke in dem Feld zwischen linkem Bein und linkem Arm befindet sich die Weihinschrift. Sie ist acht Zeilen lang, die Buchstaben sind sauber in den Stein eingraviert, werden aber nach unten kleiner. Die Vermutung liegt nahe, dass der Steinmetz Probleme hatte, den vorgegebenen Text in dem freien Feld unterzubringen. Die Inschrift lautet:
Γάϊος ᾿Ιούλιος Παῦλος τὸν θὲον Δολίχεος στρατιώτης ἀνέθηκεν χ[ρ]ηματισθείς
Gaius Iulius Paulus, Soldat aus Doliche, hat den Gott (sein Bild) geweiht, weil er eine Anweisung erhalten hat.
Damit sind der Name des Weihenden, sein Beruf und seine Herkunft sowie der Grund für die Dedikation angegeben. Der aus Doliche stammende Stifter ist στρατιώτης, also Soldat, und dem Namen zufolge römischer Bürger. Blömer und Facella vermuten, dass bereits einer seiner Vorfahren das Bürgerrecht verliehen bekam und den Gentilnamen Iulius annahm. Dieses in Nordsyrien und auch in der Kommagene verbreitete nomen lässt sich meist auf den Kaiser zurückführen, der zur Zeit der Verleihung des Bürgerrechts herrschte, oder auf einen Statthalter der Provinz, der für die Verleihung verantwortlich war.
Welcher Einheit Gaius Iulius Paulus angehörte, gibt er nicht an. Es ist bekannt, dass sich gegen Ende des 2. Jahrhunderts Soldaten der Legio IIII Scythica zu Bauarbeiten in Kommagene aufhielten und dass etwa zur gleichen Zeit die Legio XVI Flavia Firma mit dem Bau der Chabinas-Brücke beauftragt war. Ob Paulus aber von einer dieser Einheiten nach Perrhe kam oder einer in der Umgebung stationierten vexillatio angehörte, kann nur spekuliert werden. Ebenso unklar ist der ursprüngliche Aufstellungsort der Stele.
Die Buchstabenformen sind Anhaltspunkt für eine zeitliche Einordnung der Inschrift in die Zeit zwischen dem späten 2. und dem Anfang des 3. Jahrhunderts.